# Gil Young-ah
Gil Young-ah o Gir Yeong-A (en hangul: 길영아; en hanja: 吉永雅) (Ansan, Corea del Sud 1970) és una jugadora de bàdminton sud-coreana, ja retirada, guanyadora de tres medalles olímpiques.

## Biografia
Va néixer l'11 d'abril de 1970 a la ciutat d'Ansan, població situada a la província de Gyeonggi-do.

## Carrera esportiva
Va participar, als 22 anys, en els Jocs Olímpics d'Estiu de 1992 celebrats a Barcelona (Catalunya), on va aconseguir guanyar la medalla de bronze en la competició olímpica de dobles femenins al costat de Shim Eun-jung, en la primera edició que aquest esport passava a formar part del programa oficial dels Jocs. En els Jocs Olímpics d'Estiu de 1996 realitzats a Atlanta (Estats Units) va aconseguir guanyar dues medalles olímpiques: la medalla d'or en la competició de dobles mixtos al costat del jugador Kim Dong-moon i la medalla de plata en la competició de dobles femenins al costat de Jang Hye-ock.